# Neomonachus
Neomonachus ist eine Gattung der Hundsrobben (Phocidae). Man kennt die folgenden zwei Arten:
- Hawaii-Mönchsrobbe, Neomonachus schauinslandi (Matschie 1905), Typusart
- Karibische Mönchsrobbe, Neomonachus tropicalis (Gray 1850), ausgestorben

Beide wurden ursprünglich zusammen mit der Mittelmeer-Mönchsrobbe (Monachus monachus) in die Gattung Monachus gestellt.

## Merkmale
Die beiden Arten der Gattung Neomonachus sind kleiner als die Mittelmeer-Mönchsrobbe, ihnen fehlt auch der weiße Bauchfleck. Sie besitzen einen schmaleren, grazileren Schädel mit nur wenig entwickelten Schädelkämmen. Die Schnauze ist niedrig und lang. Zwischen dem Eckzahn und dem ersten oberen Prämolar liegt ein auffälliges Diastema, das bei Monachus fehlt. Im Vergleich zu Monachus sind die Nasenöffnungen bei Neomonachus relativ schmal und liegen relativ weit hinten. Die Jochbögen sind oben und unten (dorso-ventral) abgeflacht.

## Systematik
Die Karibische und die Hawaii-Mönchsrobbe bilden eine neuweltliche Klade, die sich vor etwa 6,3 Millionen Jahren von Monachus getrennt hat. Die beiden Arten trennten sich anschließend mit der Entstehung des Isthmus von Panama im späten Pliozän. Damit ist der evolutionäre Abstand zwischen den beiden Mönchsrobbengattungen genau so groß bzw. größer als zwischen anderen Schwestergattungen der Hundsrobben. Die Gattungsbezeichnung Neomonachus setzt sich aus Monachus und dem griechischen neo (von altgriechisch νέος néos ‚neu‘) zusammen und weist auf die neue Gattung und auf den Lebensraum in der westlichen Hemisphäre (Neue Welt) hin. Die Gattung wurde 2014 beschrieben und im gleichen Jahr von der Society for Marine Mammalogy anerkannt. Die neue Zuweisung wurde auch von der IUCN übernommen, die die beiden neuweltlichen Mönchsrobben ebenso unter der Gattungsbezeichnung Neomonachus führt.